# Eleague
Eleague (forma stylizowana ELEAGUE) – profesjonalna liga sportu elektronicznego założona 24 maja 2016 roku. Pierwsze rozgrywki ligowe w Eleague odbywały się w grze Counter-Strike: Global Offensive, gdzie w 10-tygodniowych sezonach zmierzały się ze sobą 24 drużyny. Z czasem liczbę drużyn zredukowano jednak do 16. Mecze rozgrywane są w placówce Turner Studios w Atlancie.
W kolejnych sezonach Eleague dodano turnieje w inne gry takie jak Street Fighter, czy też Rocket League. Od 2017 roku Eleague jest także organizatorów mistrzostw świata (tzw. majorów) w CS:GO. Dotychczas Eleague było organizatorem dwóch takich turniejów: w Atlancie (2017) oraz w Bostonie (2018).